# Рыскулов, Искендер Муратбекович
Искендер Муратбекович Рыскулов (30 июня 1941, Фрунзе — 26 декабря 2002, Бишкек) — киргизский советский театральный режиссёр, Народный артист Киргизской ССР.

## Биография
Родился в семье известного драматического и киноартиста Киргизии Муратбека Рыскулова.
После окончания школы и службы в армии поступил в 1961 году на актёрский факультет Ташкентского театрально-художественного института. После окончания учёбы он становится артистом Киргизского государственного драматического театра в городе Фрунзе. Всего через год актёрской карьеры, в 1967 году, Рыскулов поступает на режиссёрский факультет ГИТИСа (класс Юрия Завадского). Окончил ГИТИС в 1972 году.
С 1972 по 1976 год Рыскулов работал режиссёром-постановщиком недавно созданного ошского молодёжного драматического театра, а в 1976—1984 годах был главным режиссёром этого театра. Репертуар театра начинался с дипломных работ выпускников третьей Киргизской студии актёрского факультета ГИТИСа по пьесам Горького, Чехова, Мольера, Гоцци, Симонова и Дыйкамбаева, в первые годы занимавших в нём важное место. Затем к ним добавились постановки Шекспира, Гоголя, Пушкина и современных советских (в том числе киргизских) авторов. Особое место в репертуаре заняли спектакли по произведениям Айтматова — в частности, «Белый пароход» и «Пегий пёс, бегущий краем моря», — Абдумомунова, М. Байджиева, Омуралиева, Токомбаева. Под руководством Рыскулова театр в течение более чем десяти лет оставался наиболее интересным драматическим коллективом Киргизии. В этот период входят гастроли в Москве (1978) и участие в I Всесоюзном фестивале молодёжных театров в Тбилиси (1982).
В 1984 году Искендер Рыскулов стал главным режиссёром Киргизского государственного драматического театра. Начиная с 1989 года до смерти он был режиссёром-постановщиком этого же театра.

## Творчество
По словам художника Юлдаша Нурматова, долгое время работавшего с ним, Рыскулов «делал революцию в кыргызском театре».

Драматург и режиссёр Жаныш Кулмамбетов вспоминает: 
…режиссура того периода существовала в контексте национального общетеатрального процесса как придаток идеологического заказа власти, который требовал, чтобы на сцене все было предельно понятно, узнаваемо и доступно зрителю.
И вот на замену таким режиссёрам, упрощённым интерпретаторам драматургии и авторской мысли, приходит И. Рыскулов, обладающий новым театральным мышлением – детерминированной условностью и автономным театральным языком. И как всякое новое и талантливое его постановки притягивали публику и критиков, в чем и заключался секрет сценической популярности Ошского областного драматического театра 70-80-х годов прошлого столетия.
«Всемирная энциклопедия современного театра» сообщает, что уже первая постановка Рыскулова во фрунзенском театре по повести Айтматова «Прощай, Гульсары!» была воспринята в штыки критикой за необычность художественного оформления, хотя её отличала высокая метафоричность, искренность и смелость. Жаныш Кулмамбетов вспоминает, что в начале 90-х годов Рыскулова «буквально преследовали ревнители старой театральной эстетики». Его спектакли по произведениям Куросавы, Мамбетакунова и самого Кулмамбетова в этот период исключались из фестивальных программ и вообще из репертуара Киргизского драматического театра, с должности главного режиссёра которого он к этому времени был снят. В то же время зарубежные критики восторгались работами Рыскулова. Его специально приглашали театры за рубежом для осуществления постановок по произведениям Чингиза Айтматова.
В последние годы творческой карьеры Рыскулов завоевал первое место на республиканском театральном фестивале в честь тысячелетия эпоса «Манас» в 1995 году, а затем занял одно из первых мест на международном фестивале тюркоязычных театров «Туганлык» со спектаклем «Манас мой родной» по пьесе Кулмамбетова.
В Кыргызстане
- Знаю я, знают горы (авт. Б.Омуралиев)
- Эхо (авт. Б.Омуралиев)
- Сель (авт. Б.Омуралиев)
- На дне (авт. М.Горький)
- Никому не говори (авт. Т.Абдумомунов)
- Чолпонбай (авт. Т.Абдумомунов)
- Древняя сказка (авт. М.Байджиев)
- Завтра новый год (авт. Б.Жакиев)
- Токтогул (авт. Б.Жакиев)
- И придет весна долгожданная (авт. Б.Жакиев)
- Стон тетивы (авт. Б.Жакиев)
- Судьба отца (авт. Б.Жакиев)
- Горе от ума (авт. А.Грибоедов)
- Маленькие трагедии (авт. А. С.Пушкин)
- Ревизор (авт. Н. В.Гоголь)
- Игрок (авт. Ф.Достоевский)
- Двенадцатая ночь (авт. В.Шекспир)
- Гамлет (авт. В.Шекспир)
- Ричард III (авт. В.Шекспир)
- Ромео и Джульетта (авт. В.Шекспир)
- Король Лир (авт. В.Шекспир)
- Ночь предопределений (авт. М.Гапаров)
- Солнечный остров (авт. М.Гапаров)
- Не беспокойся, мама! (авт. Н.Думбадзе)
- Белый пароход (авт. Ч.Айтматов)
- Пегий пес, бегущий краем моря (авт. Ч.Айтматов)
- Восхождение на Фудзияму (авт. Ч.Айтматов)
- Прощай, Гульсары! (авт. Ч.Айтматов)
- И дольше века длится день… (авт. Ч.Айтматов)
- Материнское поле (авт. Ч.Айтматов)
- Поэт и Смерть (авт. К Мамбетакунов)
- Курманжан-датка (авт. М.Жакыпов)
- Под стук трамвайных колес (авт. А.Куросава)
- Сокровенная тайна Чингисхана (авт. Ж.Кулмамбетов)
- Манас мой, родной! (авт. Ж.Кулмамбетов)
- Просто, Майраш (авт. Ж.Кулмамбетов)
- Когда жизнь проходит… (авт. Ж.Кулмамбетов)
- След судьбы (авт. Ш.Абдыраманов)
- Ткачи (авт. Ш.Абдыраманов)

В Эстонии
- Пегий пес, бегущий краем моря (авт. Ч.Айтматов)

В Якутии
- Новая невеста (авт. М.Тойбаев)

В Горно-Алтайске
- Прощай, Гульсары! (авт. Ч.Айтматов)

В Таджикстане
- Плаха (авт. Ч.Айтматов)

В Москве
- Встреча (автор. Б.Жакиев)

В Венгрии
- Жамиля (ав. Ч.Айтматов)

В Казахстане
- И дольше века длится день… (авт. Ч.Айтматов)
- Абай (авт. М.Ауэзов)

В Ташкенте
- Ашырбай (авт. Т.Абдумомунов)

## Награды и премии
- Лауреат премии имени Ленинского комсомола Киргизии (1978)[5]
- Заслуженный деятель искусств Киргизской ССР (1978)
- Народный артист Киргизской ССР (1986)
- Лауреат международной премии Чингиза Айтматова (1988)